# Gaetano Filangieri

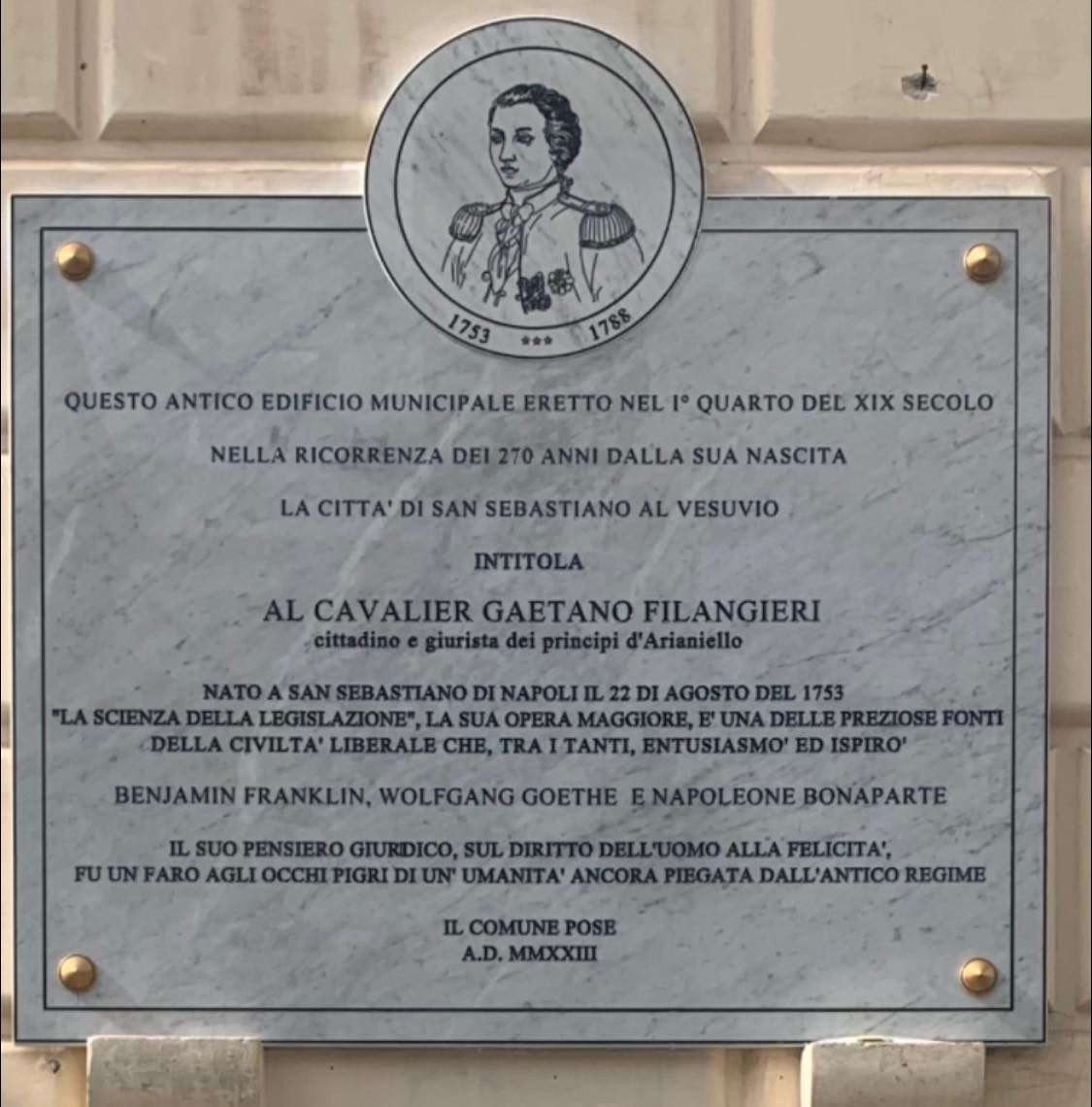
Epitafio que conmemora el nacimiento de Gaetano Filangieri en San Sebastiano al Vesuvio en la provincia de Nápoles.

Gaetano Filangieri (San Sebastiano al Vesuvio, 22 de agosto de 1753-Vico Equense, 21 de julio de 1788) fue un jurista y pensador italiano.

## Biografía

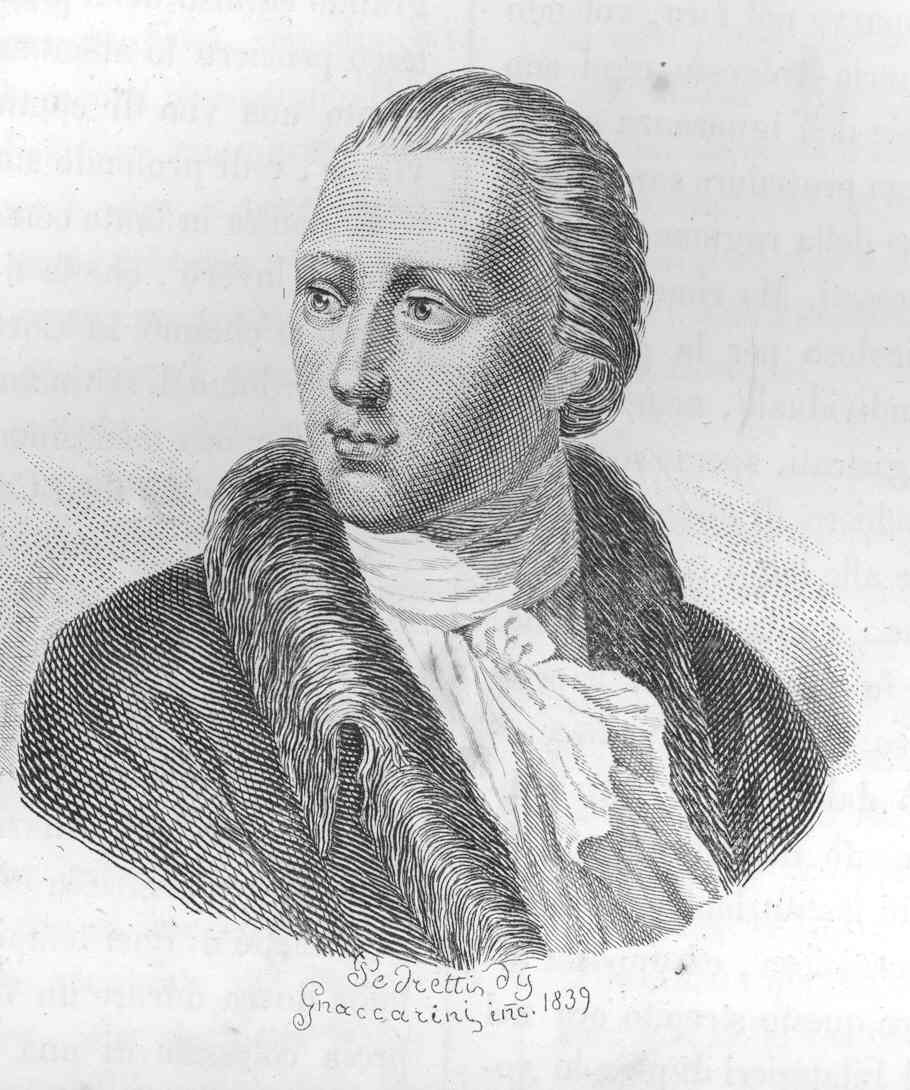
Retrato de Gaetano Filangieri

Gaetano Filangieri nació en San Sebastiano al Vesuvio, a pocos kilómetros de Nápoles. Era el menor de tres hermanos. Sus padres fueron Cesare Filangieri, príncipe de Arianello, y Marianna Montalto.
Su padre quería que estudiase la carrera militar, que inició desde la temprana edad de siete años. Pero muy pronto, siguiendo su vocación, empezó a dedicarse a los estudios históricos y jurídicos, consiguiendo en 1774 el título de abogado. Su elocuencia, unida a su profundo conocimiento jurídico, lo hicieron famoso en la corte de Carlos III de Borbón.
Desde 1777 estuvo al servicio de Fernando IV de Nápoles, de quien se convirtió oficial del Cuerpo Real de Voluntarios de la Marina. En 1783 se casó con la condesa Carolina Fremdel de Presburgo y poco después se retiró a Cava de' Tirreni donde elaboró la célebre Ciencia de la Legislación. En 1787 volvió a Nápoles, donde formó parte del Supremo Consejo de las Finanzas. Murió, enfermo de tuberculosis, en Vico Equense el 21 de junio de 1788.

## Ciencia de la Legislación
La Ciencia de la Legislación es una obra de alto e innovador valor europeo en materia de filosofía del derecho y teoría de la jurisprudencia. En esta obra que fue apreciada por la sobriedad de la crítica y por la concreta exposición sobre el plano jurídico, Filangieri asimiló las teorías de los filósofos franceses, en particular de las de Montesquieu, interpolándolas con las doctrinas de Giambattista Vico y de Pietro Giannone. Fue publicada a partir de 1780 en siete volúmenes y una parte se publicó póstuma, después de la muerte del autor (el índice y una parte del libro V). 
La Ciencia de la Legislación lleva a la luz de su tiempo y de su lugar, a la Nápoles borbónica, ciudad totalmente renovada desde la llegada de Carlos de Borbón y cuna del iluminismo italiano. Es importante la afirmación de la exigencia de llevar a cabo una codificación de las leyes y una reforma progresiva de los códigos penales, la necesidad de obtener una repartición igualitaria de las propiedades y también de un mejoramiento en la calidad de la educación pública además de un refuerzo sobre la privada. La obra fue traducida al inglés, al francés, al alemán y al español y representó también uno de los modelos inspiradores para Benjamin Franklin y la Constitución Americana. Fue colocada en el Index de la Iglesia católica en el 1784 por sus ideas de reforma y sus ataques contra los privilegios del clero. Filangieri afirma la inflexibilidad de la ley junto a aquel juez legalista, debe existir en el cuerpo perpetuo del jurista, odio y temor una vez que la ley posea tales síntomas.